# إيفار ويدلوند
إيفار ويدلوند (بالسويدية: Eivar Widlund)‏ (15 يونيو 1905) لاعب كرة قدم سويدي راحل كان يجيد اللعب في خط حراسة المرمى.
لعب طوال مسيرته الرياضية في أيك سولنا.
شارك مع منتخب السويد في بطولة كأس العالم 1934 في إيطاليا حيث خرج من الدور الربع النهائي.

## وصلات خارجية
- إيفار ويدلوند على موقع الاتحاد الدولي (مؤرشف)  (الإنجليزية)
- إيفار ويدلوند على موقع اتحاد السويد (السويدية)
- إيفار ويدلوند على موقع قاعدة بيانات كرة القدم.إي يو (الإنجليزية)
- إيفار ويدلوند على موقع ناشيونال فوتبول تيمز (الإنجليزية)
- إيفار ويدلوند على موقع عالم كرة القدم.نت (الإنجليزية)

- هذا سيرة ذاتية